# 卡列塔德圣米格尔

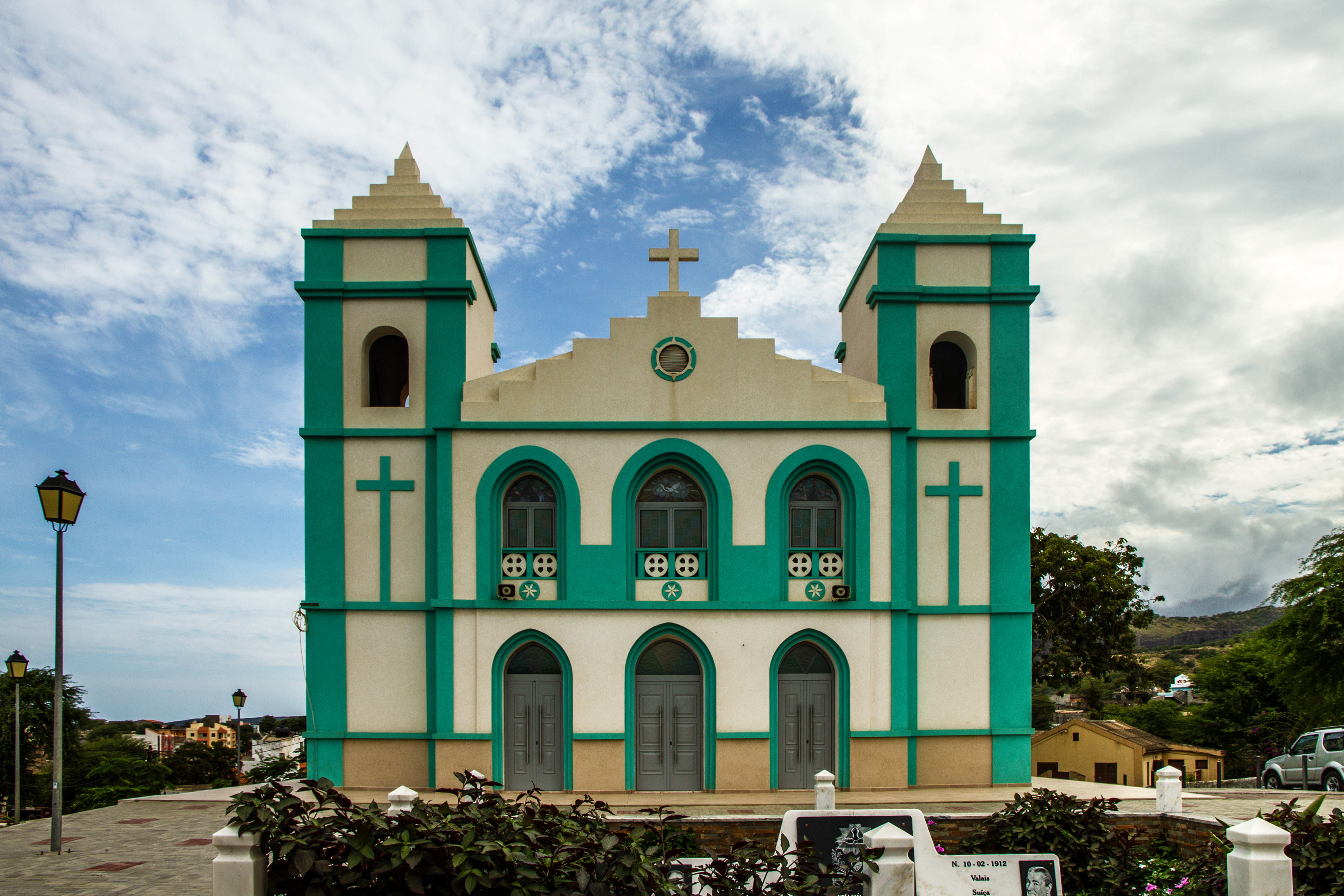
卡爾赫塔的教堂

卡列塔德圣米格尔（葡萄牙語：Calheta de São Miguel）是佛得角的城市，也是圣米格尔县的首府，位於聖地牙哥島東北岸，距離首都培亞45公里，處於海拔水平面，2012年人口約4,123。